# 利昂·貝利
利昂·貝利（英語：Leon Bailey，1997年8月9日—）是一名牙買加的職業足球員，司職翼鋒，現效力意大利球隊羅馬（英超球隊阿士東維拉外借）。

## 足球生涯
2015年由特倫欽加盟亨克，2015年8月21日首次於比利時足球甲級聯賽亮相，62分鐘入替西伯·斯赫赖弗斯。

## 榮譽
- 比利時足球甲級聯賽年度最佳年青球員: 2015–16